# Kabinet-Zuma I

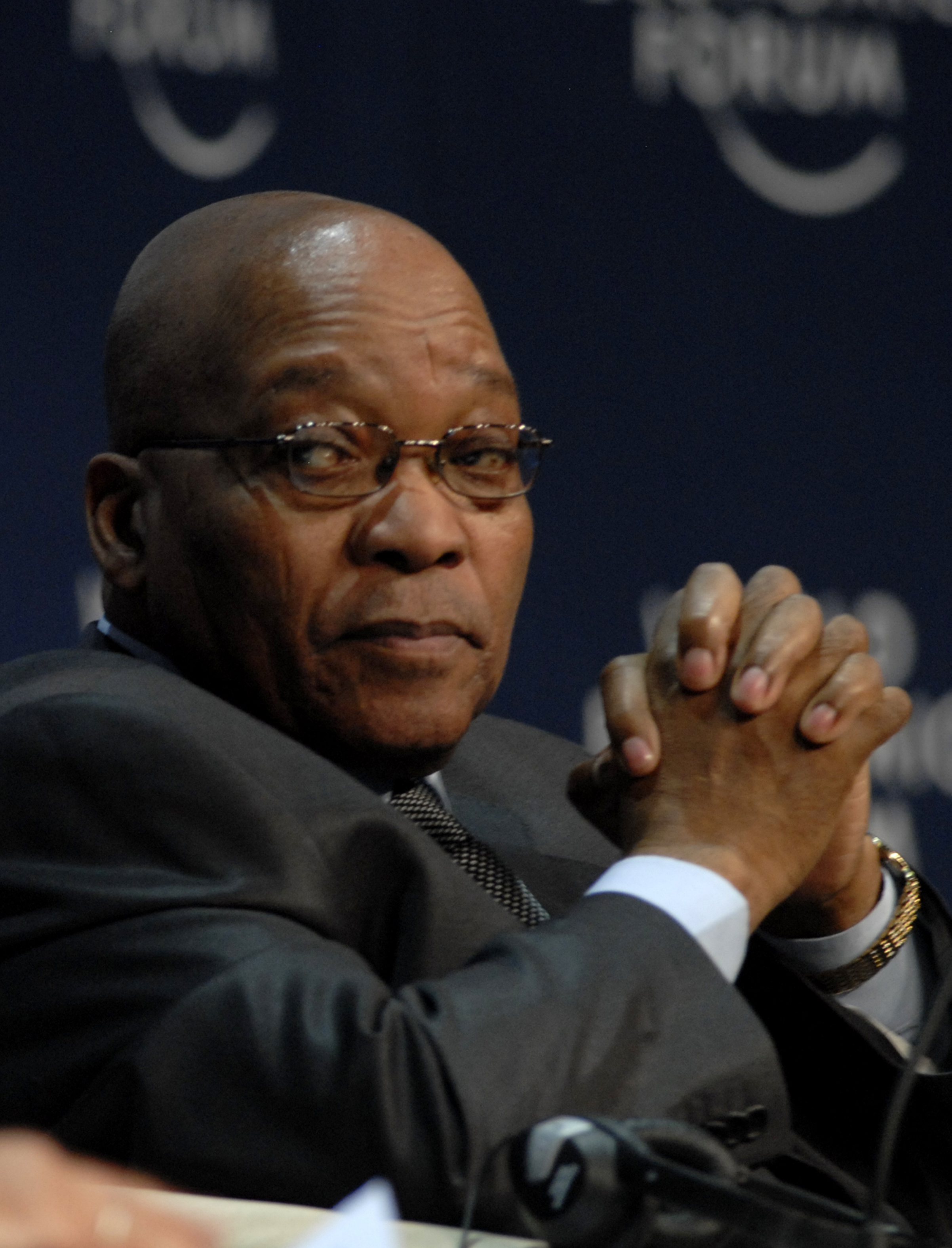
Jacob Zuma

Het kabinet-Zuma I was de regering van Zuid-Afrika tussen 10 mei 2009 en 25 mei 2014. Het stond onder leiding van president Jacob Zuma.
Dit meerderheidskabinet werd gevormd na de Zuid-Afrikaanse parlementsverkiezingen van 2009 en bestond uit ministers van het Afrikaans Nationaal Congres (ANC), de Zuid-Afrikaanse Communistische Partij (SACP) en het Vryheidsfront Plus (VF+). Tijdens de regeerperiode werden drie kabinetsherschikkingen doorgevoerd (in oktober 2010, oktober 2011 en juli 2013).
Het kabinet-Zuma I werd voorafgegaan door het kabinet-Motlanthe en opgevolgd door het kabinet-Zuma II.

## Partijen
| Partij                                       | aantal ministers | aantal onderministers |
| -------------------------------------------- | ---------------- | --------------------- |
| Afrikaans Nationaal Congres (ANC)            | 34               | 25                    |
| Zuid-Afrikaanse Communistische Partij (SACP) | 1                | 1                     |
| Vrijheidsfront Plus (VF+)                    | 0                | 1                     |
| Totaal                                       | 35               | 26                    |

## Samenstelling
| Ministerspost                                                              | Naam                      | Partij | Periode     |
| -------------------------------------------------------------------------- | ------------------------- | ------ | ----------- |
| President                                                                  | Jacob Zuma                | ANC    | 2009 - 2018 |
| Vicepresident                                                              | Kgalema Motlanthe         | ANC    | 2009 - 2014 |
| Minister van Arbeid                                                        | Membathisi Mdladlana      | ANC    | 2009 - 2010 |
| Minister van Arbeid                                                        | Mildred Oliphant          | ANC    | 2010 - 2019 |
| Minister van Basisonderwijs                                                | Angie Motshekga           | ANC    | 2009 - 2024 |
| Minister van Binnenlandse Zaken                                            | Nkosazana Dlamini-Zuma    | ANC    | 2009 - 2012 |
| Minister van Binnenlandse Zaken                                            | Naledi Pandor             | ANC    | 2012 - 2014 |
| Minister van Communicatie                                                  | Siphiwe Nyanda            | ANC    | 2009 - 2010 |
| Minister van Communicatie                                                  | Roy Padayachie            | ANC    | 2010 - 2011 |
| Minister van Communicatie                                                  | Dina Pule                 | ANC    | 2011 - 2013 |
| Minister van Communicatie                                                  | Yunus Carrim              | ANC    | 2013 - 2014 |
| Minister van Defensie en Oorlogsveteranen                                  | Lindiwe Sisulu            | ANC    | 2009 - 2012 |
| Minister van Defensie en Oorlogsveteranen                                  | Nosiviwe Mapisa-Nqakula   | ANC    | 2012 - 2021 |
| Minister van Economische Ontwikkeling                                      | Ebrahim Patel             | ANC    | 2009 - 2019 |
| Minister van Energie                                                       | Dipuo Peters              | ANC    | 2009 - 2013 |
| Minister van Energie                                                       | Ben Martins               | ANC    | 2013 - 2014 |
| Minister van Financiën                                                     | Pravin Gordhan            | ANC    | 2009 - 2014 |
| Minister van Gevangeniswezen                                               | Nosiviwe Mapisa-Nqakula   | ANC    | 2009 - 2012 |
| Minister van Gevangeniswezen                                               | S'bu Ndebele              | ANC    | 2012 - 2014 |
| Minister van Gezondheid                                                    | Aaron Motsoaledi          | ANC    | 2009 - 2019 |
| Minister van Handel en Industrie                                           | Rob Davies                | ANC    | 2009 - 2019 |
| Minister van Hoger Onderwijs                                               | Blade Nzimande            | SACP   | 2009 - 2017 |
| Minister van Internationale Verhoudingen en Samenwerking                   | Maite Nkoana-Mashabane    | ANC    | 2009 - 2018 |
| Minister van Justitie                                                      | Jeff Radebe               | ANC    | 2009 - 2014 |
| Minister van Landbouw, Bosbouw en Visserij                                 | Tina Joemat-Pettersson    | ANC    | 2009 - 2014 |
| Minister van Landelijke Ontwikkeling en Grondhervorming                    | Gugile Nkwinti            | ANC    | 2009 - 2018 |
| Minister van Menselijke Nederzettingen                                     | Tokyo Sexwale             | ANC    | 2009 - 2013 |
| Minister van Menselijke Nederzettingen                                     | Connie September          | ANC    | 2013 - 2014 |
| Minister van Mijnbouw                                                      | Susan Shabangu            | ANC    | 2009 - 2014 |
| Minister van Openbare Werken                                               | Geoff Doidge              | ANC    | 2009 - 2010 |
| Minister van Openbare Werken                                               | Gwen Mahlangu-Nkabinde    | ANC    | 2010 - 2011 |
| Minister van Openbare Werken                                               | Thulas Nxesi              | ANC    | 2011 - 2017 |
| Minister van Overheidscoöperatie en Traditionele Zaken                     | Sicelo Shiceka            | ANC    | 2009 - 2011 |
| Minister van Overheidscoöperatie en Traditionele Zaken                     | Richard Baloyi            | ANC    | 2011 - 2013 |
| Minister van Overheidscoöperatie en Traditionele Zaken                     | Lechesa Tsenoli           | ANC    | 2013 - 2014 |
| Minister van Politie                                                       | Nathi Mthethwa            | ANC    | 2009 - 2014 |
| Minister van Schone Kunsten en Cultuur                                     | Lulama Xingwana           | ANC    | 2009 - 2010 |
| Minister van Schone Kunsten en Cultuur                                     | Paul Mashatile            | ANC    | 2010 - 2014 |
| Minister van Sociale Ontwikkeling                                          | Edna Molewa               | ANC    | 2009 - 2010 |
| Minister van Sociale Ontwikkeling                                          | Bathabile Dlamini         | ANC    | 2010 - 2018 |
| Minister van Sport en Recreatie                                            | Makhenkesi Stofile        | ANC    | 2004 - 2010 |
| Minister van Sport en Recreatie                                            | Fikile Mbalula            | ANC    | 2010 - 2017 |
| Minister van Staatsbedrijven                                               | Barbara Hogan             | ANC    | 2009 - 2010 |
| Minister van Staatsbedrijven                                               | Malusi Gigaba             | ANC    | 2010 - 2014 |
| Minister van Staatsdienst en Administratie                                 | Richard Baloyi            | ANC    | 2009 - 2011 |
| Minister van Staatsdienst en Administratie                                 | Roy Padayachie            | ANC    | 2011 - 2012 |
| Minister van Staatsdienst en Administratie                                 | Lindiwe Sisulu            | ANC    | 2012 - 2014 |
| Minister van Staatsveiligheid                                              | Siyabonga Cwele           | ANC    | 2009 - 2014 |
| Minister van Toerisme                                                      | Marthinus van Schalkwyk   | ANC    | 2004 - 2014 |
| Minister van Transport                                                     | S'bu Ndebele              | ANC    | 2009 - 2012 |
| Minister van Transport                                                     | Ben Martins               | ANC    | 2012 - 2013 |
| Minister van Transport                                                     | Dipuo Peters              | ANC    | 2013 - 2017 |
| Minister van Vrouwen, Kinderen en Gehandicapten                            | Noluthando Mayende-Sibiya | ANC    | 2009 - 2010 |
| Minister van Vrouwen, Kinderen en Gehandicapten                            | Lulama Xingwana           | ANC    | 2010 - 2014 |
| Minister van Waterstaat en Milieu                                          | Buyelwa Sonjica           | ANC    | 2009 - 2010 |
| Minister van Waterstaat en Milieu                                          | Edna Molewa               | ANC    | 2010 - 2014 |
| Minister van Wetenschappen en Technologie                                  | Naledi Pandor             | ANC    | 2009 - 2012 |
| Minister van Wetenschappen en Technologie                                  | Derek Hanekom             | ANC    | 2012 - 2014 |
| Voorzitter van de Controlecommissie voor het functioneren van de president | Collins Chabane           | ANC    | 2009 - 2014 |
| Voorzitter van de Staatsplanningscommissie                                 | Trevor Manuel             | ANC    | 2009 - 2014 |

## Verwijzingen
1. ↑  De SCAP werd vertegenwoordigd door Blade Nzimande (Minister van Hoger Onderwijs) en Jeremy Cronin (onderminister van Transport (2009-2012) en onderminister van Openbare Werken (2012-2019))
2. ↑  Het VF+ was in de persoon van onderminister van Landbouw Pieter Mulder in het kabinet vertegenwoordigd
3. ↑  Onderminister: Pieter Mulder (VF+)
4. ↑  Onderminister (2012-2019): Jeremy Cronin (SACP)
5. ↑  Onderminister (2009-2012): Jeremy Cronin (SACP)